# فيون
فيون (بالإنجليزية: VEON)‏ (فيمبلكوم (بالإنجليزية: VimpelCom)‏ سابقاً) هي شركة عالمية ومقدم خدمات الاتصالات السلكية واللاسلكية، تأسست في برمودا سنة 2009 ويوجد مقرها في أمستردام. وهي سادس أكبر مشغلي شبكات الهاتف المحمول في العالم من حيث المشتركين (في أبريل 2012) مع 214 مليون عميل (كما في 31 ديسمبر 2012) في 18 بلدا. معظم إيرادات الشركة تأتي من روسيا (39 %) وإيطاليا (31 %).
وتشمل العلامات التجارية: "Beeline" (في روسيا ورابطة الدول المستقلة)، "Kyivstar" (في أوكرانيا)، "Wind" (في إيطاليا واليونان)، «جازي» (في الجزائر)، "Mobilink" (في باكستان)، "Banglalink" (في بنغلاديش)، وآخرين.

## وصلات خارجية
- الموقع الرسمي